# فرودگاه مونشن‌گلادباخ
فرودگاه مونشن‌گلادباخ (به انگلیسی: Mönchengladbach Airport) (به زبان بومی: Verkehrslandeplatz Mönchengladbach) با نام سابق فرودگاه دوسلدورف-مونشن‌گلادباخ یک فرودگاه همگانی با کد یاتا MGL است که یک باند فرود آسفالت دارد و طول باند آن ۱۲۰۰ متر است. این فرودگاه در فاصله ۴.۴ کیلومتری شهر مونشن‌گلادباخ و ۱۵.۲ کیلومتری دوسلدورف در کشور آلمان قرار دارد و در ارتفاع ۳۸ متری از سطح دریا واقع شده است.